# U-Bahnhof Praça da Árvore

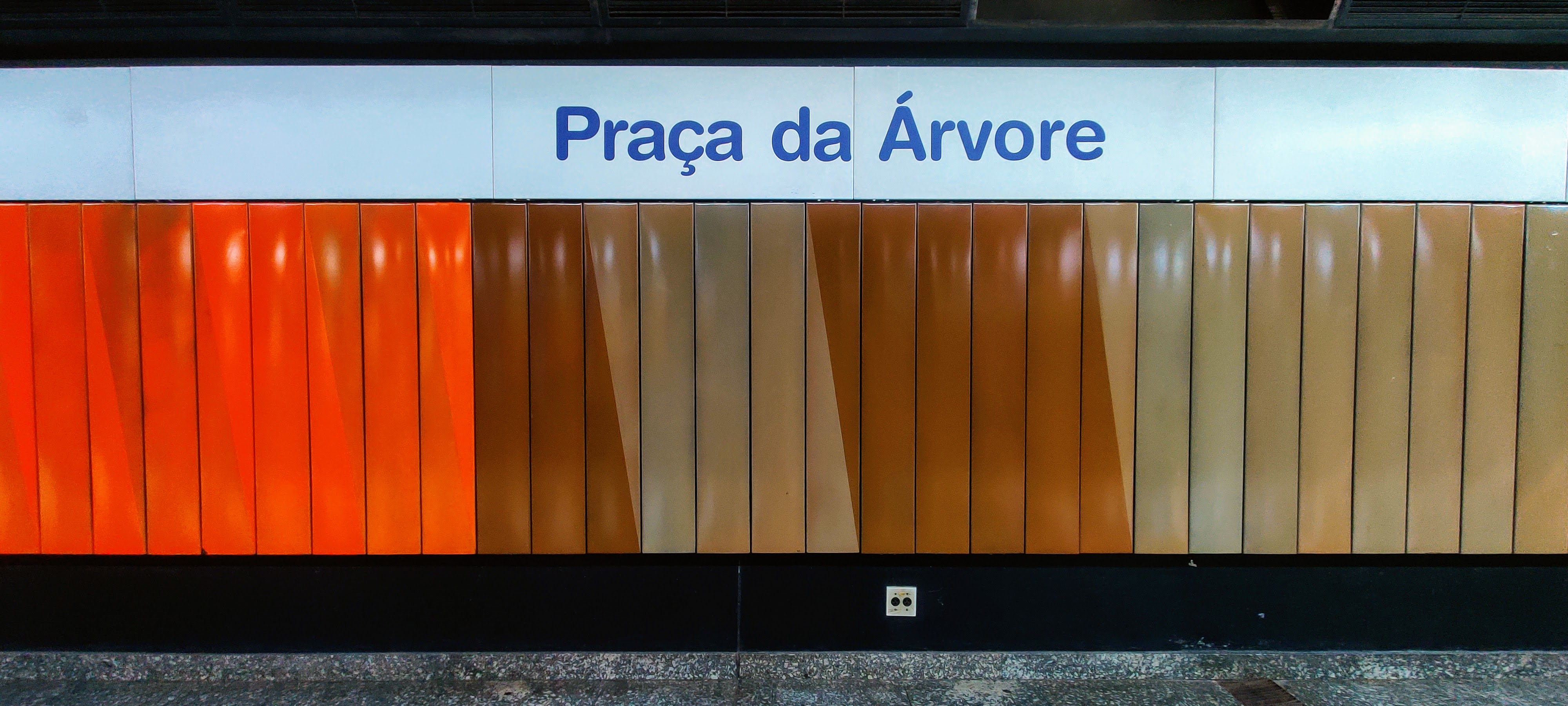
Namensschild des U-Bahnhofes Praça da Árvore

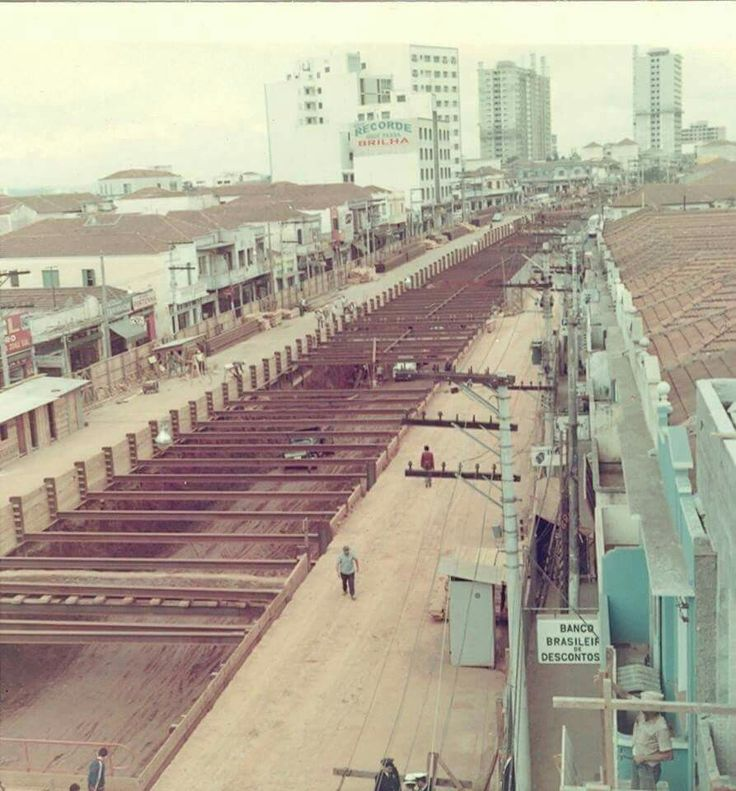
Bau der U-Bahnstrecke in der Avenida Jabaquara, unweit der Praça da Árvore (1970)

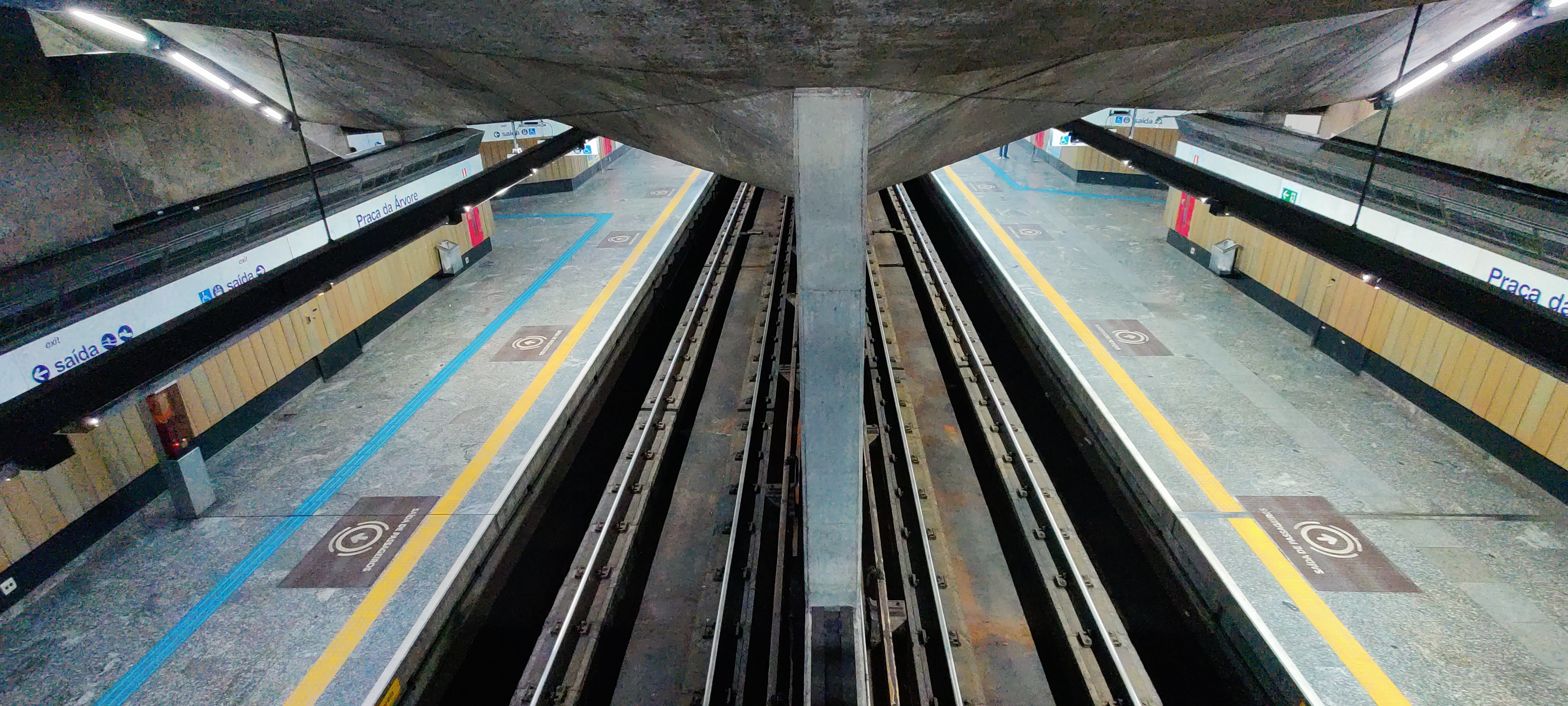
Blick auf die beiden Seitenbahnsteige und die Gleise des U-Bahnhofes

Praça da Árvore ist ein U-Bahnhof der Linha 1-Azul der Metrô São Paulo, des U-Bahn-Netzes der brasilianischen Metropole São Paulo. Der unterirdische Bahnhof befindet sich unterhalb der Avenida Jabaquara neben der gleichnamigen Platzanlage Praça da Árvore im Stadtteil Mirandópolis im Distrikt Saúde. Er wurde am 14. September 1974 als Teil der ersten Strecke der Metrô São Paulo eröffnet. Die Nachbarbahnhöfe sind Saúde (in Richtung Süden) und Santa Cruz (in Richtung Norden).

## Geschichte
Der U-Bahnhof Praça da Árvore wurde gemeinsam mit den sechs anderen Bahnhöfen der damaligen Linha Norte-Sul zwischen Jabaquara und Vila Mariana am 14. September 1974 eröffnet. Seinen Namen erhielt der Bahnhof nach der gleichnamigen Platzanlage, neben der sich der Bahnhof befindet. Der Name stammt aus dem 19. Jahrhundert und Berichten zufolge gab es in der Gegend einen Wald, der zu Zwecken der Erholung und Freizeit genutzt wurde, und den Namen Bosque da Saúde (Sáude-Wäldchen; wörtlich Gesundheitswäldchen) trug. Jahre später wurde der Wald größtenteils abgeholzt und überbaut, und nur ein kleiner Teil davon blieb erhalten. Dieser Teil erhielt den Namen „Praça da Árvore“ (wörtlich Baumplatz).
Die Architekten Marcello Accioly Fragelli, Vasco de Melo und João Batista Martinez Corrêa waren für die Planung des U-Bahnhofes verantwortlich, architektonisch dominiert der für die Zeit übliche Sichtbeton den Bahnhof. Während der Ausführungsplanung des Bahnhofs stellte sich heraus, dass der Grundwasserspiegel deutlich höher lag als zunächst angenommen, was umfangreiche Anpassungen an der baulichen Konzeption erforderlich machte. Der ursprüngliche Entwurf musste überarbeitet werden, um dem hohen Auftrieb entgegenzuwirken, der die Struktur sonst an die Oberfläche gedrückt hätte. Die neue architektonische Lösung sah eine möglichst kompakte Bauweise mit niedriger Decke und enger räumlicher Verbindung zwischen Zwischengeschoss, den beiden Seitenbahnsteigen und den Treppen vor.
Von diesem Zwischengeschoss aus führen fünf Zugänge zur Oberfläche, einer auf westlicher und vier auf östlicher Seite, davon zwei zur Platzanlage. Insgesamt beträgt die Gesamtfläche des U-Bahnhofes 6225 Quadratmeter. Im Bahnhof gibt es – im Gegensatz zu vielen anderen Bahnhöfen der Linha 1-Azul – keine ausgestellte Kunst.
Um die Einnahmen der staatlichen Betreibergesellschaft der Metrô von São Paulo zu steigern, begann diese ab 2021 die Namensrechte für U-Bahnhöfe über das Werbungsunternehmen DSM – Digital Sports Multimedia zu vermarkten. Für die Namensrechte des U-Bahnhofes Praça da Árvore fanden sich jedoch keine Interessenten.
Im Jahr 2023 nutzten durchschnittlich 26.000 Fahrgäste pro Werktag den Bahnhof, womit der Bahnhof zu den weniger genutzten der Linie gehört.

## Einzelnachweise

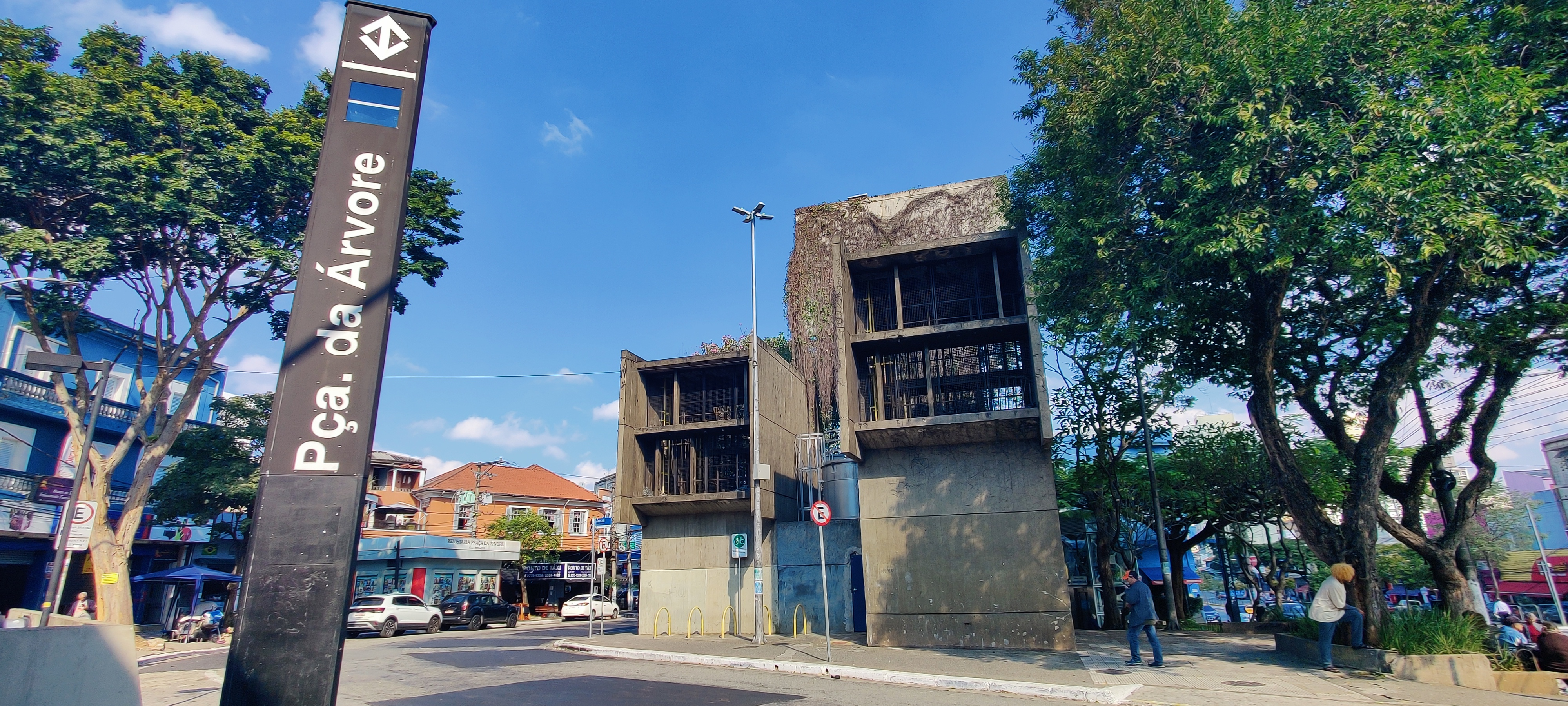
Blick auf den namensgebenden Platz (Praça da Árvore) mit Abluftturm und Namensschild des U-Bahnhofes

## Verlauf
| Linie | Verlauf |
| ----- | --- |
|       | Tucuruvi – Parada Inglesa – Jardim São Paulo–Ayrton Senna – Santana – Carandiru – Portuguesa–Tietê – Armênia – Tiradentes – Luz – São Bento – Sé – Japão–Liberdade – São Joaquim – Vergueiro – Paraíso – Ana Rosa – Vila Mariana – Santa Cruz – Praça da Árvore – Saúde – São Judas – Conceição – Jabaquara |